# Damalis centurionis
Damalis centurionis är en tvåvingeart som först beskrevs av H. Oldroyd 1972.  Damalis centurionis ingår i släktet Damalis och familjen rovflugor. Inga underarter finns listade i Catalogue of Life.